# Teorema di Bohr-Mollerup
In analisi matematica, il teorema di Bohr-Mollerup è un teorema che prende il nome dai matematici danesi Harald Bohr e Johannes Mollerup, che lo dimostratono nel 1922. Il teorema caratterizza la funzione Gamma, definita per {\displaystyle x>0} da
{\displaystyle \Gamma (x)=\int _{0}^{\infty }t^{x-1}e^{-t}\,dt}
come l'unica funzione {\displaystyle f} sull'intervallo {\displaystyle x>0} che, simultaneamente, possiede le seguenti tre proprietà: 
- {\displaystyle f(1)=1},
- {\displaystyle f(x+1)=xf(x)} per {\displaystyle x>0},
- {\displaystyle f} è logaritmicamente convessa, ossia il suo logaritmo è una funzione convessa

Un'elegante trattazione su questo teorema può essere trovata nel libro di Artin The Gamma Function, che è stato ristampato dall'AMS (American Mathematicl Society) in una collezione di scritti di Artin.
Il teorema venne prima pubblicato in un manuale di analisi complessa, poiché Bohr e Mollerup ritenevano che fosse già stato dimostrato.

## Enunciato
Teorema di Bohr-Mollerup. {\displaystyle \Gamma (x)} è l'unica funzione che soddisfa {\displaystyle f(x+1)=xf(x)} con {\displaystyle \log {f(x)}} convessa ed anche con {\displaystyle f(1)=1}.

## Dimostrazione
Sia {\displaystyle \Gamma (x)} una funzione con le proprietà stabilite sopra: {\displaystyle \Gamma (x+1)=x\Gamma (x)}, {\displaystyle \log {\Gamma (x)}} è una funzione convessa e {\displaystyle \Gamma (1)=1}. Da {\displaystyle \Gamma (x+1)=x\Gamma (x)} noi possiamo dire che
{\displaystyle \Gamma (x+n)=(x+n-1)(x+n-2)(x+n-3)\cdots (x+1)x\Gamma (x)}
Lo scopo di aver imposto che {\displaystyle \Gamma (1)=1} è far sì che la proprietà {\displaystyle \Gamma (x+1)=x\Gamma (x)} ci riconduca ai fattoriali dei numeri interi, in modo da poter concludere che {\displaystyle \Gamma (n)=(n-1)!} se {\displaystyle n\in N} e se {\displaystyle \Gamma (x)} esiste ovunque. Grazie alla relazione scritta per {\displaystyle \Gamma (x+n)}, se riusciamo a comprendere completamente il comportamento di {\displaystyle \Gamma (x)} per {\displaystyle 0<x\leqslant 1}, possiamo comprendere il comportamento di {\displaystyle \Gamma (x)} per tutti i valori reali di {\displaystyle x}. 
La pendenza del segmento che congiunge due punti {\displaystyle (x_{1},f(x_{1}))} e {\displaystyle (x_{2},f(x_{2}))}, indichiamola con {\displaystyle S(x_{1},x_{2})}, è strettamente crescente per una funzione convessa con {\displaystyle x_{1}<x_{2}}. Poiché abbiamo imposto che {\displaystyle \log {\Gamma (x)}} è convessa, noi sappiamo che
{\displaystyle {\begin{aligned}S(n-1,n)&\leq S(n,n+x)\leq S(n,n+1)&&0<x\leq 1\\[6pt]{\frac {\log(\Gamma (n))-\log(\Gamma (n-1))}{n-(n-1)}}&\leq {\frac {\log(\Gamma (n))-\log(\Gamma (n+x))}{n-(n+x)}}\leq {\frac {\log(\Gamma (n))-\log(\Gamma (n+1))}{n-(n+1)}}\\[6pt]{\frac {\log((n-1)!)-\log((n-2)!)}{1}}&\leq {\frac {\log(\Gamma (n+x))-\log((n-1)!)}{x}}\leq {\frac {\log(n!)-\log((n-1)!)}{1}}\\[6pt]\log \left({\frac {(n-1)!}{(n-2)!}}\right)&\leq {\frac {\log(\Gamma (n+x))-\log((n-1)!)}{x}}\leq \log \left({\frac {n!}{(n-1)!}}\right)\\[6pt]\log(n-1)&\leq {\frac {\log(\Gamma (n+x))-\log((n-1)!)}{x}}\leq \log(n)\\x\log(n-1)&\leq \log(\Gamma (n+x))-\log((n-1)!)\leq x\log(n)\\\log \left((n-1)^{x}\right)+\log((n-1)!)&\leq \log(\Gamma (n+x))\leq \log \left(n^{x}\right)+\log((n-1)!)\\\log \left((n-1)^{x}(n-1)!\right)&\leq \log(\Gamma (n+x))\leq \log \left(n^{x}(n-1)!\right)\\(n-1)^{x}(n-1)!&\leq \Gamma (n+x)\leq n^{x}(n-1)!&&\log {\text{è strettamente crescente}}\\[6pt](n-1)^{x}(n-1)!&\leq (x+n-1)(x+n-2)\cdots (x+1)x\Gamma (x)\leq n^{x}(n-1)!\\[6pt]{\frac {(n-1)^{x}(n-1)!}{(x+n-1)(x+n-2)\cdots (x+1)x}}&\leq \Gamma (x)\leq {\frac {n^{x}(n-1)!}{(x+n-1)(x+n-2)\cdots (x+1)x}}\\[6pt]{\frac {(n-1)^{x}(n-1)!}{(x+n-1)(x+n-2)\cdots (x+1)x}}&\leq \Gamma (x)\leq {\frac {n^{x}n!}{(x+n)(x+n-1)\cdots (x+1)x}}\left({\frac {n+x}{n}}\right)\\[6pt]\end{aligned}}}
L'ultima riga è un'affermazione forte. In particolare, essa è vera per tutti i valori di {\displaystyle n}. Questo significa che {\displaystyle \Gamma (x)} non è maggiore rispetto al membro di destra per ogni scelta di {\displaystyle n} e, allo stesso modo, {\displaystyle \Gamma (x)} non è minore rispetto al membro di sinistra per ogni altra scelta di {\displaystyle n}. Ogni singola disuguaglianza non è correlata all'altra e può essere interpretata come un'affermazione indipendente. A causa di ciò, noi siamo liberi di scegliere dei valori differenti di {\displaystyle n} per il membro di destra e per il membro di sinistra. In particolare, se noi lasciamo {\displaystyle n} per il membro di destra e scegliamo {\displaystyle n+1} per quello di sinistra, abbiamo:
{\displaystyle {\begin{aligned}{\frac {((n+1)-1)^{x}((n+1)-1)!}{(x+(n+1)-1)(x+(n+1)-2)\cdots (x+1)x}}&\leq \Gamma (x)\leq {\frac {n^{x}n!}{(x+n)(x+n-1)\cdots (x+1)x}}\left({\frac {n+x}{n}}\right)\\{\frac {n^{x}n!}{(x+n)(x+n-1)\cdots (x+1)x}}&\leq \Gamma (x)\leq {\frac {n^{x}n!}{(x+n)(x+n-1)\cdots (x+1)x}}\left({\frac {n+x}{n}}\right)\end{aligned}}}
Da quest'ultima riga è evidente che si sta delimitando una funzione tra due espressioni, una tecnica comune in analisi per dimostrare varie cose come l'esistenza di un limite, o una convergenza. Sia {\displaystyle n\to \infty }: 
{\displaystyle \lim _{n\to \infty }{\frac {n+x}{n}}=1}
così il membro di sinistra dell'ultima disuguaglianza tende a diventare uguale al membro di destra, quando si passa al limite, e 
{\displaystyle {\frac {n^{x}n!}{(x+n)(x+n-1)\cdots (x+1)x}}}
rappresenta la delimitazione a entrambi i membri. Ciò può solo significare che 
{\displaystyle \lim _{n\to \infty }{\frac {n^{x}n!}{(x+n)(x+n-1)\cdots (x+1)x}}=\Gamma (x).}
Nel contesto di questa dimostrazione, ciò significa che 
{\displaystyle \lim _{n\to \infty }{\frac {n^{x}n!}{(x+n)(x+n-1)\cdots (x+1)x}}}
possiede le tre proprietà specificate, che appartengono a {\displaystyle \Gamma (x)}. In più, la dimostrazione fornisce un'espressione specifica per {\displaystyle \Gamma (x)}. La parte finale di questa dimostrazione consiste nel ricordare che il limite di una successione è unico. Ciò significa che, per ogni scelta di {\displaystyle 0<x\leqslant 1}, un solo numero possibile {\displaystyle \Gamma (x)} può esistere. Perciò, non c'è un'altra funzione con tutte le proprietà assegnate a {\displaystyle \Gamma (x)}.
Resta da dimostrare solo che {\displaystyle \Gamma (x)} ha senso per tutti gli {\displaystyle x} per i quali 
{\displaystyle \lim _{n\to \infty }{\frac {n^{x}n!}{(x+n)(x+n-1)\cdots (x+1)x}}}
esiste. Il problema è che la nostra prima doppia disuguaglianza
{\displaystyle S(n-1,n)\leq S(n+x,n)\leq S(n+1,n)}
è stata costruita con la restrizione {\displaystyle 0<x\leqslant 1}. Se {\displaystyle x>1}, allora il fatto che {\displaystyle S} è strettamente crescente farebbe sì che {\displaystyle S(n+1,n)<S(n+x,n)}, contraddicendo la disuguaglianza su cui l'intera dimostrazione è costruita. Ma osserviamo che 
{\displaystyle {\begin{aligned}\Gamma (x+1)&=\lim _{n\to \infty }x\cdot \left({\frac {n^{x}n!}{(x+n)(x+n-1)\cdots (x+1)x}}\right){\frac {n}{n+x+1}}\\\Gamma (x)&=\left({\frac {1}{x}}\right)\Gamma (x+1)\end{aligned}}}
e ciò mostra come prolungare {\displaystyle \Gamma (x)} a tutti i valori di {\displaystyle x} per i quali il limite è definito.